# Tony Jantschke
Tony Jantschke (Hoyerswerda, 7 de abril de 1990) es un exfutbolista alemán que jugaba de defensor y realizó toda su carrera en el Borussia Mönchengladbach.

## Trayectoria

### Inicios
El defensor de 1,77, nacido en Hoyerswerda comenzó su carrera en 2006 en las divisiones inferiores del Borussia Mönchengladbach. Allí Tony vivió casi dos años dentro del club alemán. 
El 29 de noviembre de 2008 hizo su debut en el equipo de Borussia Mönchengladbach bajo las órdenes del entrenador Hans Meyer en la 1. Bundesliga en una derrota en casa ante el Energie Cottbus por 3 a 1. Luego formó parte del equipo que enfrentó al Bayer 04 Leverkusen en un partido que también acabó con derrota por 3 1 el 6 de diciembre de 2008, en el que marcó su primer gol en la Bundesliga. De esta manera, a sus 18 años y 243 días fue el tercer jugador más joven en convertir un gol en 1. Bundesliga, quedando detrás de Marco Villa y Rainer Bonhof.

### Borussia Mönchengladbach
El 1 de enero de 2009, Jantschke firmó su primer contrato profesional con el primer equipo, pero no teniendo mucha participación. Ya a comienzos de la temporada 2010-11, el 12 de septiembre se fracturó su pie izquierdo en un partido disputado ante el SC Wiedenbrück 2000 y terminó perdiéndose gran parte de la temporada. 
Jantschke, para la temporada 2011-12, fue utilizado como en el lateral derecho y logró así ganarse un lugar en forma permanente como parte del equipo titular del Borussia Mönchengladbach. Pero tiempo después finalizó en la posición de defensor central, su ubicación original en el campo.
A partir de aquella temporada, la participación en el primer equipo fue incrementando hasta transformarse en uno de los pilares del equipo y tener amplia presencia en los partidos de 1.Bundesliga pero también en la Liga de Campeones de la UEFA durante la temporada 2016-17.
Se retiró en mayo de 2024 junto a Patrick Herrmann.

## Clubes
| Club                     | País     | Año       |
| ------------------------ | -------- | --------- |
| Borussia Mönchengladbach | Alemania | 2008-2024 |